# Egyptens femtonde dynasti
Egyptens femtonde dynasti varade omkring 1640-1550 f.Kr. Dynastin inledde Andra mellantiden, även kallad Hyksostiden efter dem, i det forntida Egypten. Hyksosdynastin styrde från sin huvudstad Avaris i östra Nildeltat över Nedre Egypten med hjälp av den fjortonde och sextonde dynastin. Den sjuttonde dynastin från Thebe var en rivaliserande dynasti i Övre Egypten, vilken slutligen störtade hyksoskungarna.